# 徐胤
徐 胤（じょ いん、生没年不詳）は、中国西晋の武将。

## 生涯
泰始5年（269年）、都督荊州諸軍事・羊祜の軍司（軍の監察）に任じられ、荊州襄陽郡に赴任した。
羊祜は荊州で知略、農政で活躍する一方、軍中では気軽な服装で鎧もつけず、護衛も十数人以下、漁や狩りに熱中して政務を執らないこともあった。ある時、羊祜が夜中に出かけようとした為、徐胤は棨（儀杖矛）を手にして軍営の門に立ち塞がり、「将軍は万里を都督する身でありながら、どうして軽々しく（軍営を）抜け出してよいものでしょうか！　将軍の安否が国家の安否と同義なのです。胤（わたし）が今日死なねば、この門が開くことはありません」と言った。そこで羊祜は居ずまいを正して謝罪し、その後、出歩くことは稀になった。
泰始8年（272年）頃には益州に転任し、楊欣の後任で呉との国境地帯を守る巴東監軍を務めた。
同年9月、呉の西陵督・歩闡が晋に投降したことを受け、陸抗に攻撃されると、晋朝は車騎將軍・羊祜を江陵に、荊州刺史・楊肇を西陵に，巴東監軍・徐胤を建平郡に侵攻させ、歩闡の救援を図った。
これに対して陸抗は張咸に江陵城を、孫遵に公安を守備させ、自身は西陵で楊肇と対峙し、東下する徐胤に対しては水軍督・留慮と鎮西将軍・朱琬を差し向け防がせた。
12月、楊肇が陸抗に敗北すると羊祜ら晋軍はみな撤退した。